# Pégate
Pégate – piosenka z latin-popowa stworzona na album koncertowy portorykańskiego piosenkarza Ricky’ego Martina pt. MTV Unplugged (2006). Wyprodukowany przez Tommy’ego Torresa i Davida Cabrerę, utwór wydany został jako pierwszy singel promujący krążek 19 grudnia 2006 roku.
Piosenka notowana była na listach przebojów kompilowanych przez magazyn Billboard. W zestawieniu Hot Dance Club Songs zajęła miejsce szóste, a w obu notowaniach Latin Pop Songs i Latin Tropical Songs – pozycję dziewiątą. Na liście Hot Latin Tracks singel uplasował się na miejscu jedenastym. „Pégate” został też wyróżniony certyfikatem poczwórnej platyny w Meksyku za sprzedaż ponad czterystu tysięcy kopii utworu w systemie digital download.